# Canthydrus pseudomorsbachi
Canthydrus pseudomorsbachi is een keversoort uit de familie diksprietwaterkevers (Noteridae). De wetenschappelijke naam van de soort werd in 1969 gepubliceerd door Vazirani.